# Impromptu núm. 1 (Chopin)

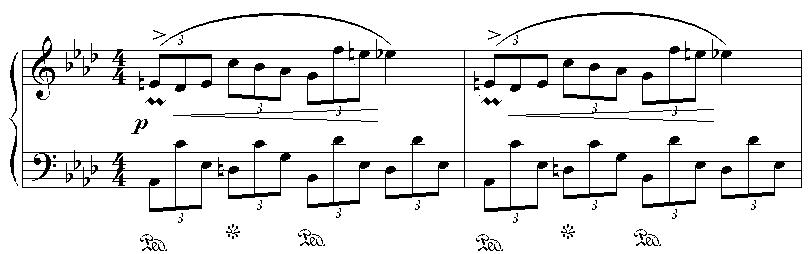
Inici de l''Impromptu núm. 1

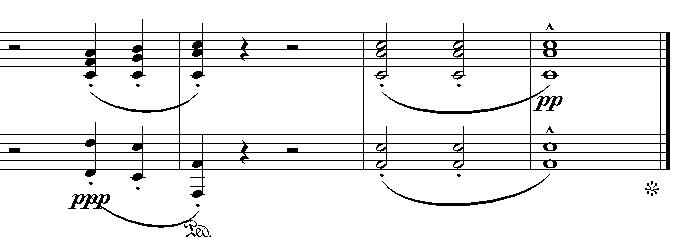
Coda de l''Impromptu núm. 1

L'Impromptu núm. 1 en la bemoll major, op. 29 de Frédéric Chopin és una obra per a piano composta l'any 1837. Està dedicat a la Comtessa de Lobau ("A Mlle la Comtesse de Lobau").
Aquest impromptu consta de tres parts; la tonalitat principal és la bemoll major i la secció central està en la tonalitat relativa de fa menor. Un perpetuum mobile de tresets acompanya la peça. Es tracta d'una pàgina plena de vitalitat en la qual l'intèrpret ha d'executar nombroses notes en veritables remolins sonors. La secció central en fa menor, com a contrast, és suau i assossegada. Pertany al Chopin més íntim i líric. Amb un retorn a la secció inicial es tanca aquesta preciosa pàgina.
En la novel·la de George du Maurier, Trilby, el personatge principal, un cantant que només pot actuar sota la influència de la hipnosi, executa l'Impromptu en la bemoll major amb la veu i sense paraules, i així acaba els seus concerts.